# Квартет Ванбру

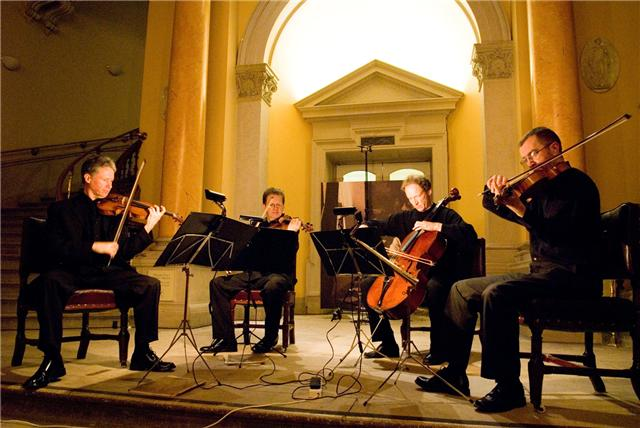
Квартет Ванбру

Квартет Ванбру (англ. Vanbrugh Quartet) — ирландский струнный квартет, основанный в 1985 году и базирующийся в Корке. До 2014 года действовал под патронатом Радио и телевидения Ирландии, однако затем в результате проведённого телерадиовещательной корпорацией тендера её поддержка ансамблевого музицирования была переадресована другому ирландскому коллективу.
Первым триумфом в истории квартета стала его победа на Лондонском конкурсе струнных квартетов в 1988 году. Это повлекло за собой регулярные успешные выступления в ведущих концертных залах Великобритании, но также в берлинском Концертхаусе, амстердамском Консертгебау, нью-йоркском Карнеги-холле и на других престижных международных площадках. В 1996 году квартет выступил соучредителем Фестиваля камерной музыки в Западном Корке.
Среди записей квартета выделяются осуществлённые на лейбле Hyperion Records: двойной альбом камерной музыки Чарльза Вильерса Стэнфорда, три квинтета Луиджи Боккерини и сочинения для сопрано и струнного квартета Джона Тавенера. Коллектив записал также все квартеты Людвига ван Бетховена, произведения Йозефа Гайдна, Франца Шуберта, Антонина Дворжака, Леоша Яначека и др.

## Состав
Первая скрипка:
- Грегори Эллис

Вторая скрипка:
- Элизабет Чарльсон (до 1998 г.)
- Кит Паскоу (с 1998 г.)

Альт:
- Саймон Аспелл

Виолончель:
- Кристофер Марвуд